# Aeroklub Bielsko-Bialski

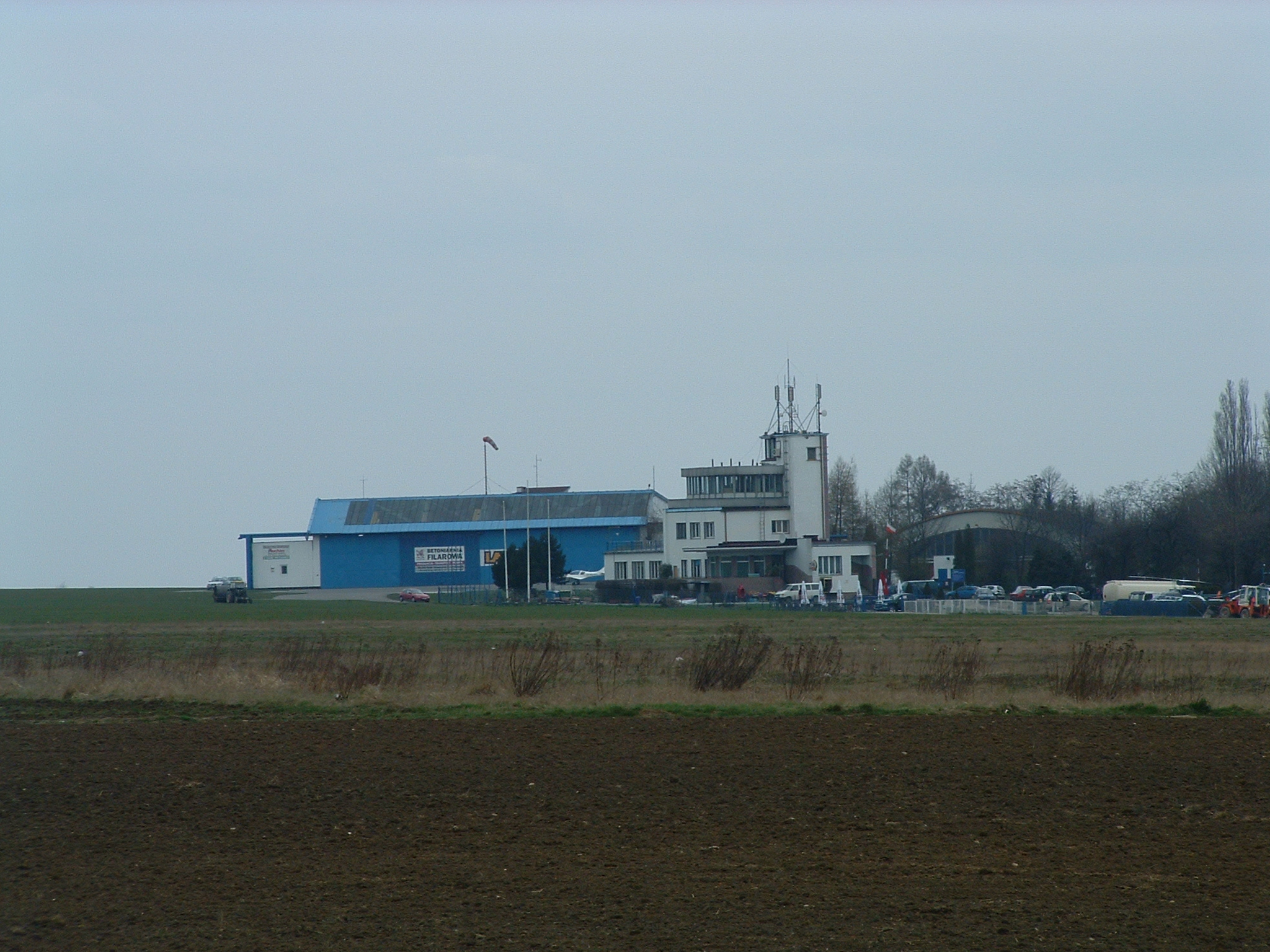
Lotnisko Bielsko-Biała Aleksandrowice

Aeroklub Bielsko-Bialski (ABB) – regionalny oddział Aeroklubu Polskiego, działający od 1945 r. w Bielsku-Białej. Posiada cztery sekcje: samolotową, szybowcową, spadochronową i modelarską. Liczy ok. 150 członków. Jest zrzeszony w Międzynarodowej Federacji Lotniczej FAI.
Bazą aeroklubu jest utworzone w 1936 r. trawiaste lotnisko sportowe Bielsko-Biała Aleksandrowice. Aeroklub ma do dyspozycji 20 własnych szybowców.
Członkami aeroklubu byli m.in. znani lotnicy oraz konstruktorzy: Wanda Modlibowska, Edward Adamski, Tadeusz Góra (odznaczony Medalem Liliethala), Henryk Kwiatkowski, Franciszek Kępka (odznaczony Medalem Lilienthala), płk Roman Gancarczyk, Hanna Badura, Irena Kempówna, Władysław Dziergas, Adam Zientek, Stanisław Zientek, Bolesław Zoń, Adam Witek, Marian Wędzel, Adam Dziurzyński, Wacław Bortliczek, Jerzy Nieroda i Adolf Byrski. Obecnie największe sukcesy odnosi Sebastian Kawa, dziewięciokrotny mistrz świata w konkurencjach szybowcowych (najwięcej tytułów mistrzowskich w światowej historii szybownictwa) i obecny mistrz świata w klasie 15 metrów i Standard. Sebastian Kawa był też kandydatem do tytułu Sportowca Roku 2012 w plebiscycie Przeglądu Sportowego.
Przy aeroklubie działa Klub Seniorów Lotnictwa (KSL), założony w 1980 r. ABB współpracuje z organizacjami polonijnymi, m.in. z Polskim Związkiem Kulturalno-Oświatowym na Zaolziu.
Aktualnym prezesem jest Zbigniew Weksej, dyrektorem Maja Ponikiewska.
Co roku na przełomie sierpnia i września Aeroklub Bielsko-Bialski na lotnisku w Aleksandrowicach organizuje Piknik Lotniczy, podczas którego organizowane są pokazy lotnicze, wystawy sprzętu latającego oraz liczne występy artystyczne.